# WebCL
WebCL o Web Computing Language es una tecnología que permite la integración de OpenCL en código JavaScript para poder usar programación paralela heterogénea y así aprovechar las ventajas de los CPUs y GPUs con varios núcleos. Se puede usar en cualquier navegador web que lo soporte sin necesidad de ningún complemento. Esto permite la creación de programas muy exigentes en materia de rendimiento que de otra forma no sería capaces de realizar en el navegador, por ejemplo: motores de físicas, edición de vídeo o imagen, etc. WebCL está siendo desarrollado por el Grupo Khronos una organización sin ánimo de lucro que también desarrolla proyectos como WebGL, OpenGL u OpenCL. La tecnología WebCL todavía está en estado de borrador y no es un estándar.

## Implementación
Al no ser todavía un estándar ningún navegador web lo soporta. A pesar de ello se pueden usar complementos no nativos para implementar WebCL. Un caso es el de Nokia que desarrolló una extensión WebCL.
- Motorola (Node.js) - https://github.com/Motorola-Mobility/node-webcl (enlace roto disponible en Internet Archive; véase el historial, la primera versión y la última).
- Nokia (Firefox) - https://web.archive.org/web/20120510173953/http://webcl.nokiaresearch.com/
- Mozilla (Firefox) - https://web.archive.org/web/20160303191941/http://hg.mozilla.org/projects/webcl/
- Samsung (WebKit) - https://web.archive.org/web/20150218105743/https://github.com/SRA-SiliconValley/webkit-webcl

Reflejo del borrador actual de WebCL
- Samsung (WebKit) (05/10/2013) - https://web.archive.org/web/20150218105743/https://github.com/SRA-SiliconValley/webkit-webcl [5]